# Ramón Antonio Linares Sandoval
Ramón Antonio Linares Sandoval (* 26. Dezember 1936 in San Carlos) ist ein venezolanischer römisch-katholischer Geistlicher und emeritierter Bischof von Barinas.

## Leben
Ramón Antonio Linares Sandoval empfing am 28. Juli 1963 die Priesterweihe für das Erzbistum Valencia en Venezuela.
Papst Johannes Paul II. ernannte ihn am 5. Juli 1994 zum Bischof von Puerto Cabello. Der Erzbischof von Caracas, Santiago de Venezuela, José Alí Kardinal Lebrún Moratinos, spendete ihm am 15. Oktober desselben Jahres die Bischofsweihe; Mitkonsekratoren waren Jorge Liberato  Urosa Savino, Erzbischof von Valencia en Venezuela, und Antonio Arellano Durán, Bischof von  San Carlos de Venezuela.
Am 16. Juli 2002 wurde er zum Bischof von Barinas ernannt.
Papst Franziskus nahm am 30. August 2013 sein altersbedingtes Rücktrittsgesuch an.